# Monazita-(La)
La monazita-(La) és un mineral de la classe dels fosfats, que pertany al grup de la monazita. Va rebre el seu nom l'any 1829 per Johann Friedrich August Breithaupt del grec μουάζω, ser solidari, en al·lusió a la raresa de la seva presència a les primeres localitats conegudes. El sufix "La" s'ajusta a la Regla de Levinson per a minerals de terres rares, per al membre dominant de lantani de la sèrie monazita.

## Característiques
La monazita-(La) és un fosfat de fórmula química La(PO₄). La seva duresa a l'escala de Mohs oscil·la entre 5 i 5,5.
Segons la classificació de Nickel-Strunz, la monazita-(La) pertany a «08.A - Fosfats, etc. sense anions addicionals, sense H₂O, només amb cations de mida gran» juntament amb els següents minerals: nahpoïta, monetita, weilita, švenekita, archerita, bifosfamita, fosfamita, buchwaldita, schultenita, chernovita-(Y), dreyerita, wakefieldita-(Ce), wakefieldita-(Y), xenotima-(Y), pretulita, xenotima-(Yb), wakefieldita-(La), wakefieldita-(Nd), pucherita, ximengita, gasparita-(Ce), monazita-(Ce), monazita-(Nd), rooseveltita, cheralita, monazita-(Sm), tetrarooseveltita, chursinita i clinobisvanita.

## Formació i jaciments
Va ser descoberta al massís de Kounrad, a la regió de Balkhash, Província de Kharagandí (Kazakhstan). Tot i ser una espècie poc abundant, ha estat trobada a tots els continents del planeta a excepció de l'Antàrtida.